# Annie Turner Wittenmyer

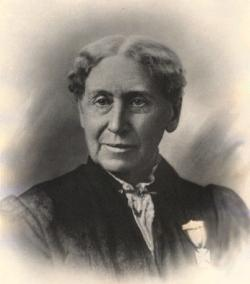
Annie Wittenmyer

Sarah Ann Annie Turner Wittenmyer (* 26. August 1827 in Sandy Springs, Ohio; † 2. Februar 1900 in Pottstown, Pennsylvania) war eine US-amerikanische Sozialreformerin und Schriftstellerin. Von 1874 bis 1879 war sie die erste Präsidentin der Woman’s Christian Temperance Union.

## Leben und Wirken

### Familie
Sarah Ann Turner wurde am 26. August 1827 in Sandy Springs, Ohio als Tochter von John G. Turner, der aus Maryland stammte und englischer Abstammung war, sowie der schottisch-irischen Mutter Elizabeth Turner, geborene Smith aus Kentucky, geboren. Sie studierte an einem Seminar in Ohio und heiratete 1847 den Kaufmann William Wittenmyer. Drei Jahre nach der Hochzeit zog das Paar nach Keokuk, Iowa. Mit ihm hatte sie fünf Kinder, von denen vier als Kleinkinder starben. Es überlebte nur der Sohn Charles Albert. William Wittenmyer starb 1861.

### Soziale Arbeit
Nach ihrem Umzug nach Keokuk widmete sich Wittenmyer der sozialen Arbeit. Sie organisierte eine methodistische Kirche und eine freie Schule für mittellose Kinder. Nach dem Tod ihres Mannes 1861, der sie mit einem größeren Vermögen zurückließ, und dem Beginn des Amerikanischen Bürgerkriegs wurde sie Sekretärin der Keokuk Soldiers’ Aid Society und widmete sich der Pflege von Kranken. Ihren Sohn Charles Albert schickte sie in die Obhut ihrer Mutter und ihrer Schwester und begann die Soldaten des Bundesstaates Iowa zu besuchen. Sie berichtete über die vorgefundenen Bedingungen und diese Berichte wurden in den Zeitungen veröffentlicht. Die dringend benötigten Krankenhausbedarfsartikel, die Wittenmyer angefordert hatte, wurden von anderen Frauen gesammelt und sie gründeten Hilfsorganisationen in ihren Gemeinden. Wittenmyers Organisation in Keokuk wurde zur zentralen Sammelstelle für Hilfsgüter, die in ganz Iowa versandt wurden. Wittenmyer bezahlte zunächst ihre eigenen Ausgaben, ging an die Front und pflegte die Verwundeten. Später half die Keokuk Soldiers’ Aid Society bei der Finanzierung und 1862 wurde sie nach einem neuen Gesetz von Iowa zur staatlichen Sanitätsagentin ernannt.
Die verschiedenen Sanitätskommissionen waren jedoch untereinander zerstritten. Auch standen sie in Konflikten zu den Männerorganisationen der Iowa Army Sanitary Commission. Wittenmyers Organisation gehörte der Western Sanitary Commission von St. Louis an, die Iowa Army Sanitary Commission war der US-Sanitärkommission mit Sitz in New York angeschlossen. Ein Versuch im Jahr 1863 in Muscatine, Iowa, auf einer Versammlung die Rivalität zu beenden und die Arbeit von Frauen und Männern unter der Schirmherrschaft der US-Sanitärkommission zusammenzuführen, scheiterte, da sich Wittenmyer den Bemühungen widersetzte und eine unabhängige Sanitärkommission des Staates Iowa leitete. Wittenmyers Gegner starteten im November 1863 die Organisation in einer anderen Konvention unter der US-Sanitärkommission, die Anfang 1864 der Legislative von Iowa eine Gesetzesvorlage vorlegte, in der Wittenmyers Kritiker die Aufhebung ihrer Ernennung forderten und sie beschuldigten, verschwenderische Ausgaben getätigt und Spenden für medizinische Versorgung an Krankenhäuser verkauft zu haben. Sie wies die Anklage erfolgreich zurück und ihre Ernennung wurde vor der Aufhebung bewahrt. Wittenmeyer trat jedoch im Mai 1864 zurück, nachdem sie einen anderen Plan zur Unterstützung der Verwundeten ausgearbeitet hatte.
Nachdem Wittenmyer erkannt hatte, dass die Armeerationen für die verletzten Soldaten keine optimale Kost waren, plante sie die Errichtung von Küchen an den Lazaretten. Für diesen Plan erhielt sie im Januar 1864 die Unterstützung weiterer Hilfsgruppen der US-amerikanischen Christian Commission. Diese finanzierten das Projekt und stellten spezielle Lebensmittel bereit. Die erste Küche wurde neben dem Armeekrankenhaus in Nashville eingerichtet. Das Projekt erwies sich als sehr erfolgreich und so führte Wittenmeyer Küchen auch an anderen Armeekrankenhäusern ein. Sie rekrutierte Frauen als Küchenmanagerinnen. Diese ungefähr 100 Frauen beaufsichtigten die Soldaten, die für die Erbringung körperlicher Arbeit eingesetzt wurden, und die Frauen stellten sicher, dass die Patienten das Essen tatsächlich erhielten. Nach einiger Zeit wurden die Küchen als Standards des militärischen Krankenhaussystems übernommen.
Wittenmyer kümmerte sich auch um die Kinder der Soldaten, die im Dienst gestorben waren. Sie organisierte bis 1865 eine Bewegung und forderte die Regierung in Washington auf, die Kaserne in Davenport für die Iowa Orphans Home Association umzubauen und medizinische Versorgung bereitzustellen. An der Gründung der Ladies’ and Pastors’ Christian Union war sie 1868 maßgeblich auch durch ihre Zugehörigkeit zur methodistischen Kirche beteiligt. Unter der Anleitung von Pastoren besuchten Frauen Kranke und Bedürftige. 1871 wurde sie die Sekretärin dieser Organisation und hielt regelmäßig Vorträge.
Nachdem sie 1871 nach Philadelphia gezogen war, gründete sie dort die Zeitschrift Christian Woman, die sie 11 Jahre lang herausgab. Sie schrieb auch Hymnen und Bücher, darunter Frauenwerk für Jesus (1871) und Frauen der Reformation (1884). Annie Wittenmyer lernte 1872 Bischof Mathew Simpson kennen. Dieser hatte bei Besuchen in Deutschland die Arbeit der Diakonissenorden kennengelernt und war der Meinung, dass diese Methode auch die Arbeit der Christlichen Union für Frauen und Pastoren bereichern könnte. Zwar reiste Wittenmyer nach Kaiserwerth, um dort die lutherischen Diakonissenzentren zu beobachten, jedoch wurde das methodistische Diakonissenprojekt von Lucy Meyer und Jane Bancroft Robinson eingeführt.

### „Woman’s Christian Temperance Union“
Annie Wittenmyer wurde durch die Arbeit von Frauen gegen den Alkohol in den Jahren 1873 und 1874 erfasst. Sie vertrat die methodistischen Frauen auf einer Konferenz in Cleveland im November 1874. Dort wurde die Gründung der Woman’s Christian Temperance Union (WCTU) beschlossen und Annie Turner Wittenmyer zur ersten Präsidentin gewählt. Gemeinsam mit Frances Willard reiste sie, hielt Vorträge und sie halfen bei der Gründung lokaler Gruppen. Im gleichen Jahr gründeten sie auch das erste offizielle Journal der WCTU, Our Union. Auf ihrer Reise von 1875 bis 1878 nach Washington brachte sie Petitionen in den Kongress ein, die die Untersuchung des Alkoholverkehrs und die Schaffung einer Bundesverbotsänderung forderten. Sie dokumentierte diese Ereignisse in ihrer Schrift History of the Woman’s Temperance Crusade (1878), die ihre feste Überzeugung zum Ausdruck brachte, dass die WCTU eine göttlich inspirierte Bewegung anführte, um den Spirituosenhandel und seine Herrschaft durch eine „niedrige Klasse von Ausländern“ zu bekämpfen.
In den Jahren 1877 und 1878 wurde Wittenmyer erneut zur Präsidentin der WCTU gewählt, jedoch sah sie sich der zunehmenden Ablehnung durch Willard ausgesetzt. Diese vertrat Frauen aus dem Westen, die wollten, dass die WCTU auch andere Anliegen vertritt, einschließlich des Frauenwahlrechts. Bei der Wahl 1879 siegte Willard und löste Wittenmyer als Präsidentin ab. In den fünf Jahren der Präsidentschaft von Annie Wittenmyer waren mehr als 1.000 lokale Organisationen gegründet worden und 26.000 Mitglieder hatten sich der Bewegung angeschlossen. Wittenmyer blieb sowohl in Pennsylvania als auch in den nationalen Gewerkschaften aktiv. Sie widersetzte sich der durch Willard befürworteten Prohibitionspartei und gründete 1890 mit J. Ellen Foster und anderen die Non-Partisan Woman’s Christian Temperance Union. Zunächst nur als Unterstützerin, diente sie von 1896 bis 1898 als deren Präsidentin.

### Späte Jahre
Ihre Arbeit für die Opfer des Bürgerkriegs nahm sie 1889 erneut auf. Von 1889 bis 1890 war sie die Präsidentin des Woman’s Relief Corps (WRC). Sie gründete in Ohio ein nationales WRC-Erholungsheim für ehemalige Krankenschwestern und für die Frauen von Veteranen. Als Direktorin des Hauses und eines weiteren in Pennsylvania setzte sie sich im Kongress für ein Gesetz für die Zahlung von Renten an ehemalige Kriegskrankenschwestern ein. Dieses Gesetz wurde 1892 verabschiedet. Wittenmyer selbst erhielt 1898 eine Sonderrente. Sie hielt weiter Vorträge für die WRC und half bei der Herausgabe von Veröffentlichungen von und über Bürgerkriegsveteranen.
Annie Wittenmyer lebte seit den 1880er Jahren im Haus ihres Sohnes in Sanatoga, ein Teil von Pottstown, Pennsylvania. Am 2. Februar 1900 hielt sie einen Vortrag in Pottstown, kehrte nach Hause zurück und starb einige Stunden später an Herzasthma.

## Ausgewählte Werke
Wittenmyer veröffentlichte eine Reihe von Werken.
- Woman’s Work For Jesus. J.H. Earle, Philadelphia 1871.
- History of the Woman's Temperance Crusade. J. H. Earle, Philadelphia 1878.
- Under the Guns: A Woman's Reminiscences of the Civil War. E.B. Stillings, Boston 1895.
- Answer to Joseph Cook's Twelve Reasons for Woman's Temperance Ballot. In: The Woman's Journal. 11.25 (1870): 200.

## Ehrungen
- Annie Wittenmyer wurde 1975 in die Iowa Women's Hall of Fame Honoree aufgenommen.[4]
- Auf dem Campus der University of Northern Iowa in Cedar Falls wurde ihr zu Ehren die Annie Turner Wittenmyer Sculpture aufgestellt.[5][6]